# Forêt nationale Olympique
La forêt nationale Olympique est une forêt fédérale protégée située au nord de l'État de Washington, aux États-Unis.
Elle s'étend sur une surface de 2 564 km2, et enveloppe le parc national Olympique, la forêt humide Quinault et les Olympic Mountains. La forêt s'étend aussi partiellement sur les comtés de Clallam, Grays Harbor, Jefferson, et de Mason.